# Museu Judaico de Nova Iorque
O Museu Judaico de Nova Iorque foi estabelecido em 1904, quando o Seminário  Teológico Judaico da América recebeu um presente de 26 objetos artísticos judaicos cerimoniais da Juiz Mayer Sulzberger. Em 1944, Frieda Schiff Warburg, viúva do filantropo Felix Warburg, doou a mansão de sua família (localizada na Quinta Avenida e Rua 92ª no meio do Museu Mile em Nova Iorque) para usá-la como o museu. O museu permanece no mesmo local e mostra uma coleção de 26.000 objetos incluindo pinturas, esculturas, artefatos arqueológicos e muitas outras obras importantes para a preservação da história e cultura dos judeus. Desde os anos 80, algumas das exibições importantes do museu incluíram: The Circle of Montparnasse: Jewish Artists in Paris, 1905–1945 ("O Cíirculo de Montparnasse: Artistas Judeus em Paris 1905-1945") (1985), The Dreyfus Affair: Art, Truth, and Justice ("O Caso Dreyfus: Arte, Verdade e Justiça") (1987), Painting a Place in America: Jewish Artists in New York, 1900–1945 ("Pintando um Lugar na América: Artistas Judeus em Nova Iorque, 1900-1945") (1991), Too Jewish?: Challenging Traditional Identities ("Judeu Demais? Desafiando Identidades Tradicionais") (1996), Voice, Image, Gesture: Selections from The Jewish Museum’s Collection, 1945–2000 ("Voz, Imagem, Gesto: Seleções das Coleções do Museu Judaico, 1945-2000") (2001), Mirroring Evil: Nazi Imagery/Recent Art ("Refletindo o Mal: Imagens Nazistas/Artes Recentes") (2002), New York: Capital of Photography ("Nova Iorque: Capital da Fotografia") (2002) e Modigliani Beyond the Myth ("Modigliani Além do Mito") (2004). Joan Rosenbaum é o Diretor Helen Goldsmith Menschel do museu.

## Localização
O Museu Judaico se situa na Quinta Avenida nº1109 na Rua 92ª, Nova Iorque, Nova Iorque 10128.